# Saint-Étienne-de-Tulmont

Saint-Étienne-de-Tulmont este o comună în departamentul Tarn-et-Garonne din sudul Franței. În 2009 avea o populație de 3.413 de locuitori.

## Evoluția populației
| An        | 1975  | 1982  | 1990  | 1999  | 2006  | 2009  |
| --------- | ----- | ----- | ----- | ----- | ----- | ----- |
| Populație | 1.293 | 1.800 | 2.210 | 2.556 | 3.138 | 3.413 |